# 普拉纳蒂努
普拉纳蒂努是巴西巴伊亚州的一个市镇。总面积938.104平方公里，总人口6235人，人口密度6.6人/平方公里。